# 望月町

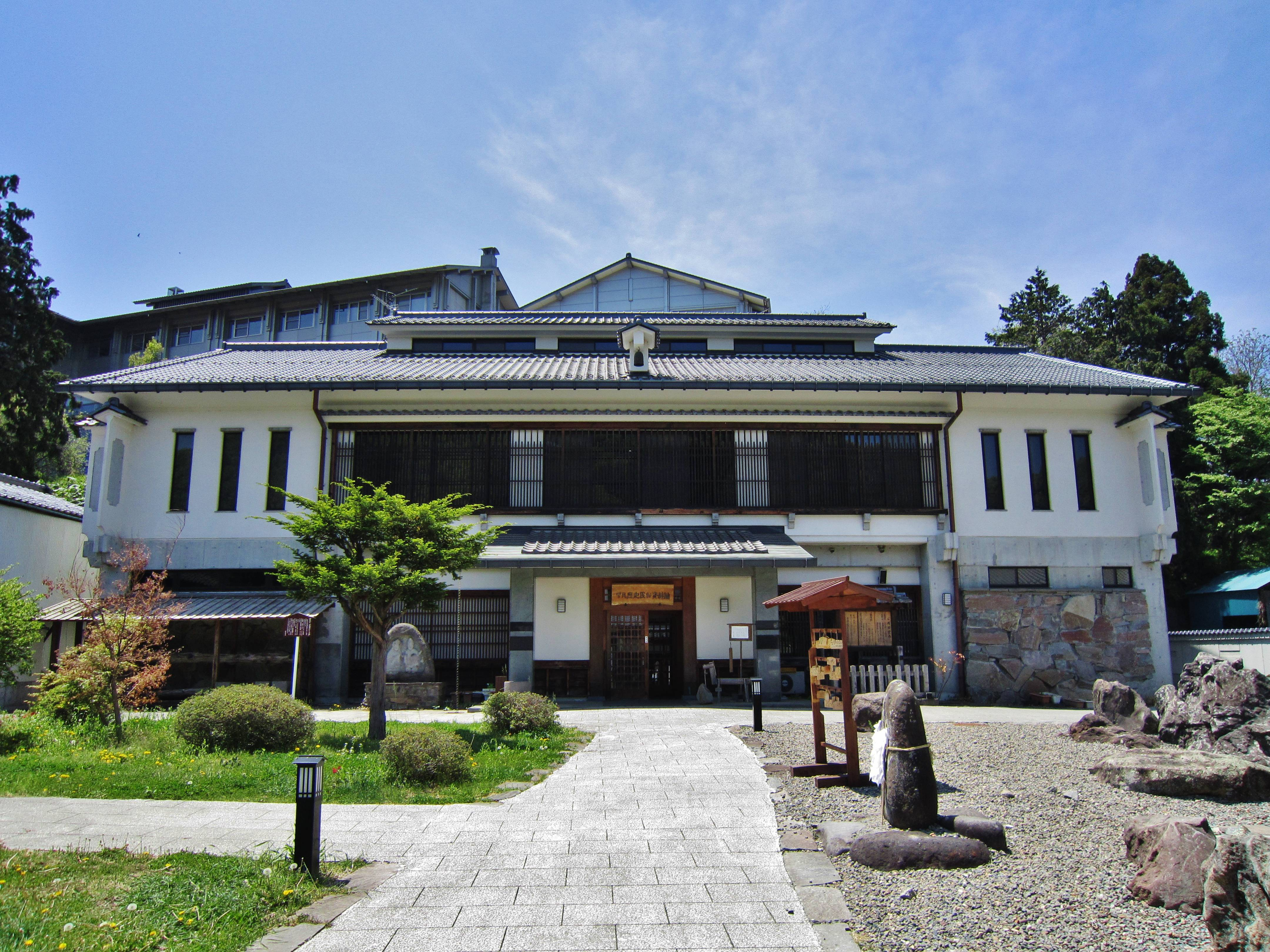
望月歴史民俗資料館

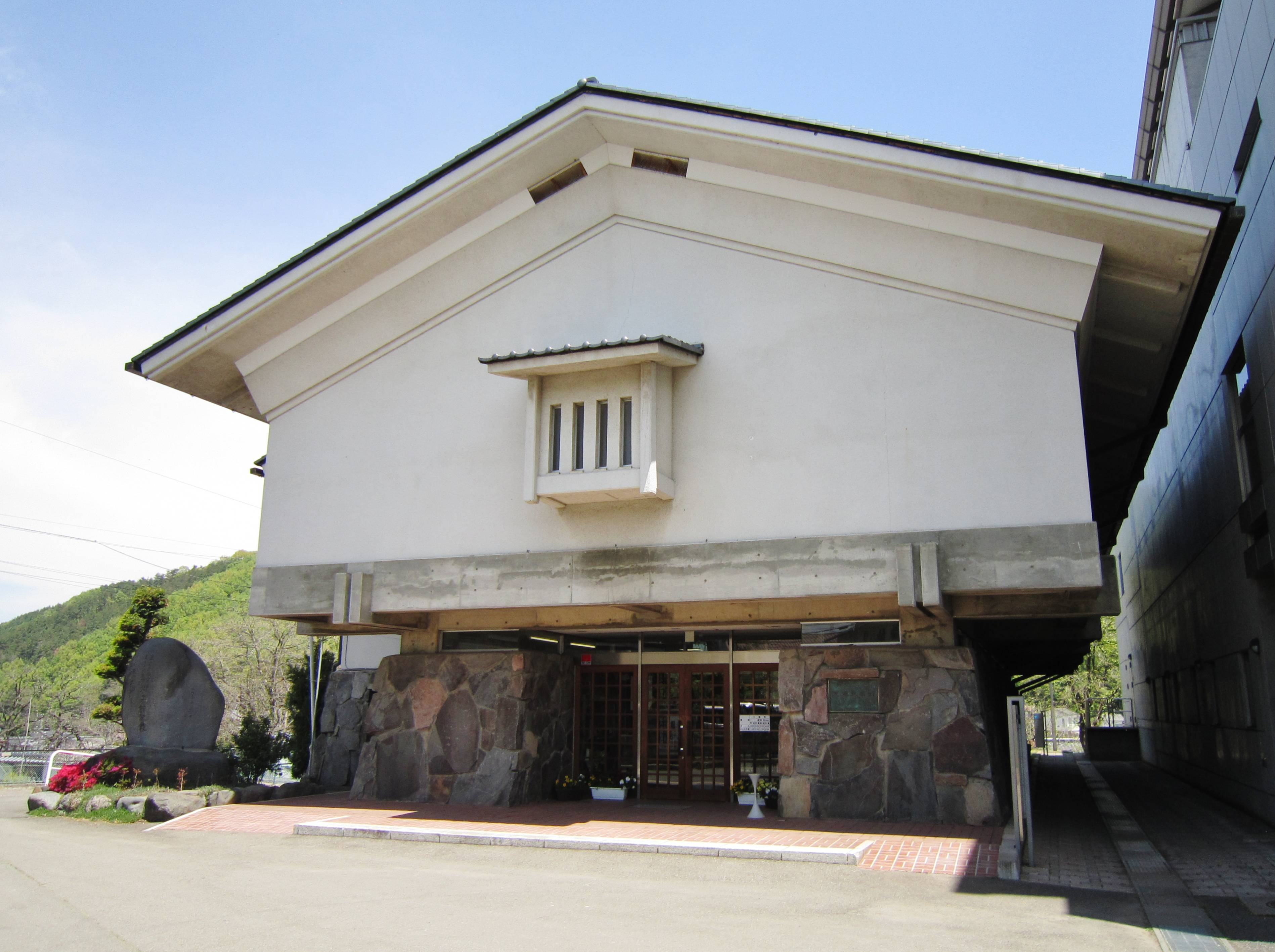
天来記念館

望月町（もちづきまち）は、かつて長野県北佐久郡にあった町。2005年（平成17年）4月1日に（旧）佐久市、臼田町、浅科村と合併し、（新）佐久市の一部となった。
古より中山道の宿場町（望月宿）として発展した。主集落の望月を中心として、稲作・畑作・林業や、薬用人参の生産、酒造業などの産業が行われた。

## 地理

### 隣接していた自治体
- 佐久市
- 茅野市
- 北佐久郡 浅科村、立科町、北御牧村

## 歴史
- 1959年（昭和34年）8月1日 - 本牧町・布施村・春日村・協和村が合併して発足。
- 1960年（昭和35年）4月15日 - 大字茂田井の一部が立科町に編入。
- 2005年（平成17年）4月1日 - 佐久市・浅科村・南佐久郡臼田町と合併し、改めて佐久市が発足[1]。同日望月町廃止。

## 姉妹都市
- 甲南町（滋賀県）

## 名所・旧跡
- 望月宿
- 望月牧
- 望月城跡（天神城）
- 望月温泉
- 春日温泉
- 春日渓谷
- 蓼科山大河原渓谷
- 福王寺
- 下吹上遺跡

## 施設
- 望月歴史民俗資料館
- 天来記念館
- 望月町図書館
- 望月町公民館
- 望月川西座 - 1999年閉館。長野県の郡部で営業していた最後の映画館だった[2][注 1]。

## 公共交通機関
- 望月バスターミナル

千曲バスの山手線と中仙道線および東信観光バスの春日線と布施線の路線バスが発着。ただしいずれも平日のみの運転。
- 鉄道路線

旧町内に鉄道路線はない。
最寄りの駅はJR東日本の小海線の佐久平駅だが、バス路線を利用する場合も千曲バスの中仙道線で佐久平駅から利用可能だが、岩村田駅と中込駅からも利用可能である。
またしげのマツバタクシーの久保通線でもしなの鉄道の田中駅から利用可能である。